# Krystyna Stańko
Krystyna Stańko (ur. 30 stycznia 1967) – polska piosenkarka jazzowa, gitarzystka, autorka tekstów, wykładowczyni wokalistyki jazzowej, dziennikarka radiowa. Absolwentka Akademii Muzycznej w Katowicach.

## Życiorys
Karierę rozpoczęła w 1988 roku w super grupie Young Power i w bluesowym zespole Dekiel, z którym wystąpiła na wielu festiwalach i koncertach w kraju i za granicą. Podczas studiów na Wydziale Jazzu i Muzyki Rozrywkowej Akademii Muzycznej w Katowicach założyła żeński kwartet For Dee. Razem z zespołem zdobyła główną nagrodę na Studenckim Festiwalu Piosenki w Krakowie, natomiast na koncercie „Debiuty” w 1991 roku w Opolu zdobyła nagrodę im. Anny Jantar za wykonanie własnej piosenki „To idzie nowe”.
W 1995 roku już jako duet For Dee (z Jowitą Tabaszewską) nagrała swoją pierwszą płytę „Kobiety”. Rok później nagrały także singiel „Naga chęć” oraz koncertowały w całej Polsce jako gość grupy Varius Manx.
W 2000 roku wraz z Maciejem Grzywaczem założyła grupę (0-58), z którą nagrała dwie płyty: „Do dziesięciu” i „Tryby”, obie nominowane do Nagrody Fryderyka w kategorii Jazzowy Album Roku.
W 2006 roku wydała dwa single, a jesienią 2008 ukazała się płyta z jej autorskimi piosenkami „Usłysz mnie”, wydana przez Polskie Radio. Wokalistce towarzyszyli instrumentaliści, m.in. Jacek Królik i Piotr Żaczek. Jej piosenka „Sobie Sami” znalazła się w filmie Juliusza Machulskiego z 2008, pt. „Ile waży koń trojański?”.
Kolejne płyty: „Secretly” (2010), z utworami Petera Gabriela w jazzowych opracowaniach, jak i „Kropla Słowa” (2012), z interpretacjami poezji Wisławy Szymborskiej, Haliny Poświatowskiej, Tomasza Jastruna, a także z tekstami samej Stańko, zebrały świetne recenzje. Zespół Krystyny Stańko koncertował w kraju i za granicą.
Za rok 2012 wokalistka, kompozytorka, autorka tekstów i gitarzystka Krystyna Stańko otrzymała ważne nagrody. Na początku roku 2013 Album „Kropla słowa” został wybrany przez czytelników miesięcznika Jazz Forum Albumem Roku 2012.
Od roku 2012 co niedzielę w Radiu Gdańsk prowadzi autorską audycję muzyczną o profilu jazzowym, promując w niej także młode talenty muzyczne. Za tę działalność otrzymała w czerwcu 2013 tytuł Osobowości Radia Gdańsk w 2012 roku, zaś w 2013 roku jej audycja znalazła się Złotej 50.
30 maja 2014 w Ratuszu Staromiejskim w Gdańsku odbył się Benefis Fajnego Człowieka – 25 lat działalności Krystyny Stańko, podczas którego artystka otrzymała Nagrodę Prezydenta Miasta Gdańska w Dziedzinie Kultury.
W czerwcu 2014 ukazał się nowy album Krystyny Stańko „Snik”, z muzyką inspirowaną regionem Szwajcarii Kaszubskiej z elementami folkloru i dużą dawką improwizacji, który zebrał pozytywne recenzje.
Wokalistka ma na swoim koncie współpracę  z czołówką polskich jazzmanów min. Dominikiem Bukowskim, Piotrem Lemańczykiem, Irkiem Wojtczakiem, Cezarym Konradem, Maciejem Obarą, Mateuszem Smoczyńskim. Do nagrań swoich płyt zaprasza artystów z kraju i zagranicy. Jest wykładowcą na kierunku Jazz i Muzyka Rozrywkowa w Akademii Muzycznej im. Stanisława Moniuszki w Gdańsku. W 2024 uzyskała tytuł profesora belwederskiego sztuk muzycznych.
W 2016 roku wokalistka oprócz swojego stałego zespołu zaprosiła do współpracy perkusistę Ze Luisa Nascimento, który współpracował z wieloma gwiazdami takimi jak Cesária Évora, Jean Luc Ponty, Tania Maria, Michel Legrand czy Hindi Zahra. Razem nagrali album „Novos Anos” wydany przez For Tune, na którym znalazły się utwory Antonio Carlosa Jobima, Chicka Corei i standardy jazzowe w autorskich opracowaniach.
W 2023 wydała album Eurodyka, nagrany w międzynarodowym składzie, który jest hołdem złożonym Europie. Wśród zaproszonych gości znalazł się m.in. wybitny norweski trębacz Arve Henriksen

## Nagrody
- 1991 − I miejsce na Festiwalu Piosenki Studenckiej w Krakowie (z zespołem For Dee)
- 1991 − Nagroda im. Anny Jantar Debiuty Opole (z zespołem For Dee)
- 2012 − Album Roku Jazz Forum dla płyty Kropla „Słowa”
- 2012 − Perła Kaszub
- 2013 − Osobowość Radia Gdańsk w 2012 roku, za cotygodniową audycję z muzyką jazzową na antenie Radia Gdańsk[8]
- 2013 − Pomorska Nagroda Artystyczna w kategorii Kreacje Artystyczne[13]
- 2014 − Nagroda Prezydenta Miasta Gdańska w Dziedzinie Kultury z okazji jubileuszu 25-lecia pracy artystycznej[14]
- 2014 − Brązowy Medal „Zasłużony Kulturze Gloria Artis”[15]
- 2021 − Nagroda Prezydenta Miasta Gdańska w Dziedzinie Kultury z okazji 30-lecia pracy twórczej[14]
- 2023 − Nagroda Stowarzyszenia ZAiKS za Popularyzację Polskiej Muzyki

## Dyskografia
- Kobiety (1995), Krystyna Stańko, Jowita Tabaszewska, Jacek Królik, Grzegorz Piętak, Piotr Królik, Leszek Szczerba, Mariola Rutschka, Janusu Mus
- Naga chęć (1996), singiel, Krystyna Stańko, Jowita Tabaszewska
- Do dziesięciu (2001), Krystyna Stańko, Maciek Grzywacz, Olo Walicki, Cezary Paciorek, Cezary Konrad, Adam Pierończyk
- Nikt poza nami (2002), singiel, Krystyna Stańko, Maciek Grzywacz, Marek Kuczyński
- Tryby (2003), Krystyna Stańko, Maciek Grzywacz, Cezary Paciorek, Piotr Lemańczyk, Marcin Jahr
- Mój drogi panie (2006), singiel, Krystyna Stańko, Jacek Królik, Piotr Lemańczyk, Piotr Królik, Piotr Mania,
- Oni (2006), singiel, Krystyna Stańko oraz chór CARTUSIA pod dyrekcją Małgorzaty Kuchtyk
- Usłysz mnie (2008), Krystyna Stańko, Jacek Królik, Piotr Żaczek, Piotr Królik, Piotr Lemańczyk, Dominik Bukowski, Mariola Rutschka, Artur Malik
- Secretly (2010)[5], Krystyna Stańko, Dominik Bukowski, Piotr Lemańczyk, Cezary Konrad, Irek Wojtczak, Marcin Gawdzis
- Cuda ogłaszają (2010) Krystyna Stańko, Dominik Bukowski, Piotr Lemańczyk, Cezary Konrad
- Kropla słowa (2012), Krystyna Stańko, Dominik Bukowski, Piotr Lemańczyk, Cezary Konrad, Paul Rutschka, Irek Wojtczak, Sri Hanuraga, Maciej Obara, Jacek Królik, Mirosław Hady
- Snik (2014) Krystyna Stańko, Dominik Bukowski, Piotr Lemańczyk, Marcin Gawdzis, Krzysztof Wojciechowski, Marek Kuczyński, Gabriela Dudzik, Paul Rutschka
- Novos Anos (For Tune, 2016) Krystyna Stańko, Dominik Bukowski, Piotr Lemańczyk, Marcin Wądołowski, Łukasz Żyta, Marcin Gawdzis, gość specjalny Ze Luis Nascimento, realizacja i produkcja Paul Rutschka
- Pociąg do Piosenki (Radio Gdańsk live 2018) Krystyna Stańko, Dominik Bukowski, Paul Rutschka, Mikołaj Stańko, Biris Mogilevski, Jan Gałach, Arek Krawiel
- Aquarius – The Orchestral Session (Stankoffamusic 2019) Krystyna Stańko, Dominik Bukowski, Piotr Lemańczyk, Marcin Wądołowski, Mateusz Smoczyński, Cezary Konrad, Orkiestra Sinfonia Viva pod dyrekcją Krzysztofa Herdzina. Nagranie orkiestry: Tadeusz Mieczkowski, realizacja i produkcja Paul Rutschka
- Fale (Stankoffamusic 2021) Krystyna Stańko, Dominik Bukowski, Piotr Lemańczyk, realizacja i produkcja Paul Rutschka
- Eurodyka (Stankoffamusic 2023) Krystyna Stańko, Dominik Bukowski, Paul Rutchka, Arve Henriksen, Joao de Sousa, Laura Marti, Daniel Mester. Realizacja i produkcja Paul Rutschka